# Иванов, Фёдор Николаевич
Фёдор Никола́евич Иванов (Иванов-Шестой; 1860—1934) — русский вице-адмирал (1915), известный участием в русско-японской войне, во время которой произвёл удачную постановку минного заграждения, приведшую к гибели двух эскадренных броненосцев противника.

## Биография
12 апреля 1881 года окончил Морской корпус с производством в чин гардемарина и 31 мая следующего года был произведён в чин мичмана. С 1882 по 1885 года — в кругосветном плавании на клипере Наездник.
В 1886—1889 годах занимал должность адъютанта 8-го флотского экипажа и 24 апреля 1888 года был произведён в чин лейтенанта. В октябре-декабре 1888 года командовал 1-й ротой 8-го флотского экипажа, а с 9 февраля 1889 года командовал 9-й ротой барбетного броненосца «Император Александр II». 9 апреля 1889 года награждён орденом Св. Станислава 3-й степени.
C 13 октября 1889 года занимал должность ревизора корвета «Витязь», а 8 октября 1894 года — эскадренного броненосца «Севастополь».
В 1896 году окончил Минный Офицерский класс и был зачислен в минные офицеры 1-го разряда. В том же году был награждён серебряной медалью «В память царствования императора Александра III».
6 декабря 1898 года назначено содержание по чину капитан-лейтенанта, а 18 апреля следующего года был награждён орденом Св. Анны 3-й степени.
С 10 января 1899 года по 18 апреля 1900 года командовал миноносцем № 120, после чего был переведён на должность старшего офицера крейсера «Новик».
6 декабря 1901 года произведён в капитаны 2-го ранга, а в следующем году был награждён орденом Св. Станислава 2-й степени.
1 января 1904 года отчислен от должности старшего офицера и назначен командиром минного крейсера «Гайдамак». 18 марта, после непродолжительного командования «Гайдамаком», Иванов был переведён на должность командира минного транспорта «Амур». Произвел удачную постановку минного заграждения, приведшую к гибели двух эскадренных броненосцев противника, за что был награждён орденом Св. Георгия 4-й степени. 24 августа был назначен командиром крейсера «Баян», которым командовал до затопления его 26 ноября того же года.
6 декабря 1906 года был произведён в чин капитана 1-го ранга, а 2 апреля 1907 года за отличие во время русско-японской войны был награждён орденами Св. Владимира 4-й степени и Св. Анны 2-й степени. Кроме того, Фёдор Николаевич был награждён золотым оружием с надписью «За храбрость» и серебряной медалью «В память русско-японской войны 1904—1905 гг.».
После окончания русско-японской войны командовал крейсерами «Очаков» и «Баян». В 1909—1910 годах командовал отрядом заградителей Балтийского моря.
С 6 октября 1912 года Иванов участвовал в особой комиссии по организации прибрежной обороны. 7 мая 1913 года командовал 1-м флотским экипажем, а в следующем году был произведён в контр-адмиралы.
19 января 1915 года Фёдор Николаевич был произведён в чин вице-адмирала с увольнением в отставку.
В честь Ф. Н. Иванова был назван полуостров Иванова (Сочжиндо) — Японское море, полуостров Корея; в 1893 году экипаж корвета «Витязь» присвоил название полуострову по фамилии ревизора корвета, лейтенанта Ф. Н. Иванова; в настоящее время русское название на карты не наносится.